# Dicrurus bracteatus
Dicrurus bracteatus (лат.) (возможное русское название — сверкающий дронго) — вид птиц семейства дронговых. Его можно узнать по раздвоенному хвосту и кроваво-красным глазам. По большей части, представители этого вида питаются летающими насекомыми, а также иногда фруктами. У сверкающего дронго сложные и разнообразные крики, также он имитирует голоса других видов.

## Классификация
Выделяют следующие подвиды:
- D. b. amboinensis Gray, 1861
- D. b. buruensis Hartert, 1919
- D. b. morotensis Vaurie, 1946
- D. b. atrocaeruleus Gray, 1861
- D. b. carbonarius Bonaparte, 1850
- D. b. baileyi Mathews, 1912
- D. b. atrabectus Schodde & Mason, 1999
- D. b. bracteatus Gould, 1843
- D. b. laemostictus Sclater, 1877
- D. b. meeki Rothschild & Hartert, 1903
- D. b. longirostris Ramsay, 1882

## Описание
Оперение Dicrurus bracteatus, в основном, глянцево-чёрное с сине-зелёными бликами, которые отсутствуют у молодых особей. Глаза кроваво-красного цвета у взрослых птиц и тёмные (коричневые) у молодых. Хвост раздвоенный и длинный, изгибается на конце. Клюв у представителей данного вида изогнутый.

## Поведение
Как правило, Dicrurus bracteatus легко заметен и ведёт себя шумно. Помимо этого, он обычно активен, а также агрессивен с представителями других видов.

## Размножение
Представители данного вида преимущественно делают одну кладку в сезоне. Свои гнёзда сверкающие дронго, как правило, прикрепляют к ветке, строят их и самец, и самка. Гнездо представляет собой неглубокую чашу из виноградной лозы, веток, а также травы, скреплённых паутиной. Насиживают кладку и заботятся о птенцах также оба родителя. Сверкающие дронго обороняют своё гнездо от незваных гостей. Dicrurus bracteatus могут скрещиваться с райскими дронго.

## Распространение
Dicrurus bracteatus обитают в восточной и северной Австралии, на востоке Индонезии (Молуккские острова), на Соломоновых Островах и в Новой Гвинее. Они предпочитают жить в лесах в холмистой местности и в низинах, любят лесные опушки и побережья.